# Эстеве, Яйса
Я́йса Э́стеве (исп. Yaiza Esteve, род. 22 февраля 1994 в Мадриде) — испанская актриса и певица.

## Биография
Наиболее известна как юная актриса, игравшая девочку Шейлу (исп. Sheila) в испанском телевизионном сериале «Мои любимые соседи» (исп. Mis adorables vecinos), в итоге превратившись в нём в главную героиню. Этот телесериал также дал старт её певческой карьере. В образе Шейлы она издала один сингл, один музыкальный альбом и снялась в двух видеоклипах.
По состоянию на январь 2014 года, Яйса Эстеве играла в театре, в пьесе под названием Aventuras en el Jurásico, которая на тот момент была в турне по трём испанским городам. При этом уже ранее в прессе были сообщения о том, что Яйса не хотела продолжать учиться актёрскому мастерству и вместо этого уже училась в университете по специальности «Администрирование и управление компанией» По данным на январь 2015 года, она действительно училась по этой специальности в университете и бросила актёрскую карьеру.

## Фильмография

### Полнометражные фильмы
- Sólo mía (2001, реж. Хавьер Балагер)
- The Backwoods[англ.] (2006, реж. Кольдо Серра[англ.])
- Proyecto Dos[англ.] (2008)

### Короткометражные фильмы
- Corre, Adrián (2004)
- Barro

### Телевизионные сериалы
- Hospital Central[англ.] (сезон 3, эпизод 13, 2002)
- Paraíso (сезон 3, эпизод 9, 2002)
- Un lugar en el mundo (2003)
- Mis adorables vecinos[англ.] (2004—2006)

### Театральные пьесы
- Blancanieves y los siete bajitos
- Una del oeste
- El libro de la selva

## Дискография
Издавала записи как Шейла (исп. Sheila, по-английски читалось бы Шила) из телесериала Mis adorables vecinos.

### Альбомы
| Год  | Название              | Чарты |
| Год  | Название              | ESP   |
| ---- | --------------------- | ----- |
| 2004 | Mis adorables vecinos | 82    |

### Синглы
| Год  | Название                | Чарты |
| Год  | Название                | ESP   |
| ---- | ----------------------- | ----- |
| 2004 | «Mis adorables vecinos» | 1     |